# Марк Брновић
Марк Брновић (енгл. Mark Brnovich; Детроит, 25. новембар 1966) амерички је правник и политичар српског порекла. У марту 2025. председник САД Доналд Трамп га је предложио за амбасадора САД у Србији. Између 2015. и 2023. био је државни правобранилац Аризоне. Члан је Републиканске странке.

## Биографија
Рођен је 25. новембра 1966. српској породици у Детроиту. Отац му је Србин из Црне Горе, а мајка Српкиња из Далмације. Изјавио је да је његова породица емигрирала у Сједињене Америчке Државе како би побегла од комунизма у бившој Југославији. С породицом се преселио у Аризону када је био дете. Од свог детињства присуствује богослужењима у цркви Светог Саве у Финиксу, где је и одрастао.
Дипломирао је политикологију на Државном универзитету Аризоне, док је докторат одбранио на Универзитету у Сан Дијегу. Током студија, био је члан братства Сигма-Пи.

## Каријера
Као члан Републиканске странке, 2014. године је изабран за 26. државног правобраниоца Аризоне, а дужност је преузео 5. јануара 2015. године. Био је кандидат за сенатора на изборима за Сенат САД 2022. године.
Дана 28. марта 2025. председник САД Доналд Трамп га је именовао за новог амбасадора САД у Србији.
У браку је са Сузан Брновић, судијом Окружног суда САД у Финиксу. Имају двоје деце. Бавио се каратеом, где је остварио црни појас.